# Alieu Fadera
Alieu Fadera (Bakau, 3 de noviembre de 2001) es un futbolista gambiano que juega en la demarcación de extremo para la U. S. Sassuolo Calcio de la Serie A.

## Selección nacional
Tras jugar con la selección de fútbol sub-20 de Gambia, finalmente el 20 de noviembre de 2022 hizo su debut con la selección absoluta en un encuentro contra Guinea-Bisáu que finalizó con un resultado de empate a cero.

## Clubes
| Club                           | País       | Año       | Partidos | Goles |
| ------------------------------ | ---------- | --------- | -------- | ----- |
| Real de Banjul FC              | Gambia     | 2018-2020 |          |       |
| FK Pohronie                    | Eslovaquia | 2020-2021 | 36       | 7     |
| SV Zulte Waregem               | Bélgica    | 2021-2023 | 58       | 8     |
| K. R. C. Genk                  | Bélgica    | 2023-2024 | 37       | 3     |
| Como 1907                      | Italia     | 2024-2025 | 28       | 1     |
| U. S. Sassuolo Calcio (cedido) | Italia     | 2025-     | 1        | 0     |